# Elaphria tracta
Elaphria tracta är en fjärilsart som beskrevs av Augustus Radcliffe Grote 1874. Elaphria tracta ingår i släktet Elaphria och familjen nattflyn. Inga underarter finns listade i Catalogue of Life.